# Gabriel de Avilés

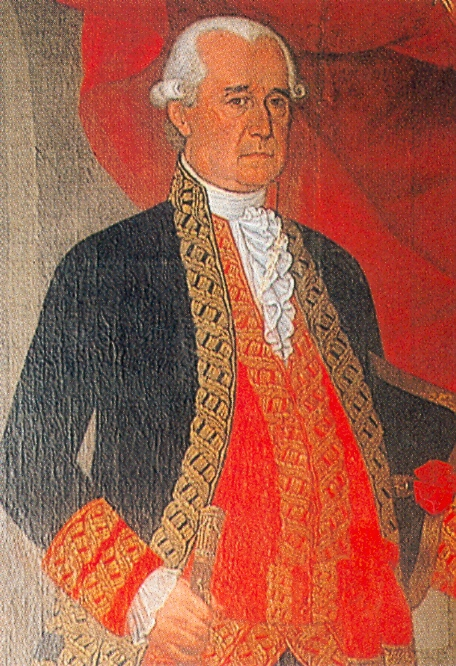
Gabriel de Avilés

Gabriel de Avilés Itúrbide y del Fierro, 4. Marquis von Avilés (* 1735 in Barcelona, Spanien; † 19. September 1810 in Valparaíso, Chile) war ein spanischer Offizier und Kolonialverwalter in Südamerika.

## Leben
Schon in jungen Jahren trat Avilés der spanischen Armee bei und wurde 1768 als Ausbilder für Kavallerierekruten nach Chile geschickt. Nach zweijährigem Aufenthalt in Arauco wurde er nach Peru berufen, um dort als Unterinspekteur der Armee zu arbeiten. Er heiratete dort Mercedes del Risco y Ciudad, die in Peru einen sehr guten Ruf genoss.
1780 führte José Gabriel Condorcanqui eine Rebellion an, die bald das ganze Vizekönigreich hätte erschüttern können. Nach anfänglichen Erfolgen der Aufständischen wurde Avilés, nun im Rang eines Obersts, nach Cusco geschickt, um die Stadt zu verteidigen. Einen Tag vor Beginn der Belagerung traf Avilés in Cusco ein. Die Situation in der Stadt gestaltete sich als denkbar schwierig für die Spanier: 60.000 Mann standen ihnen außerhalb der Stadtmauern gegenüber, und sie mussten befürchten, dass die Indianer innerhalb der Stadtmauern ebenfalls zu den Waffen greifen könnten.

Wappen von Gabriel de Avilés, VII Vizekönig des Río de la Plata.

Doch der Plan Avilés’ erwies sich aus Sicht der Spanier als gut: José Gabriel Condorcanqui war gezwungen, die Belagerung aufzuheben und sich zurückzuziehen, und Vizekönig Agustín de Jáuregui ließ ihn von einer 22.000 Mann starken Armee verfolgen.
Als Dank für sein erfolgreiches Handeln bei der Rebellion wurde Alivés 1785 mit dem Amt des Gouverneurs von Callao gewürdigt.
1795 kehrte er nach Chile zurück und verhalf dort Ambrosio O’Higgins zurück in sein Amt in Peru. Er wurde im September 1795 selber zum Gouverneur von Chile ernannt und begann die Hauptstadt Santiago zu modernisieren. Er errichtete Brücken, ließ Straßen pflastern, und die Stadt erhielt eine öffentliche Beleuchtung. Er bereiste das Land und startete auch dort in vielen Städten den Bau von Kirchen und öffentlichen Einrichtungen.
Aber schon im Oktober 1796 wurde er Gouverneur von Río de la Plata in Buenos Aires. 1799 wurde er Vizekönig von Río de la Plata. 
1801 wurde er zum Vizekönig von Peru ernannt. Seine dortige Amtszeit endete 1806. Er blieb noch in Lima und wollte 1810 nach Spanien zurückkehren. Auf der Rückreise verstarb er in Valparaíso.